# Tilachlidium brachiatum
Tilachlidium brachiatum är en svampart som först beskrevs av August Johann Georg Karl Batsch, och fick sitt nu gällande namn av Petch 1941. Tilachlidium brachiatum ingår i släktet Tilachlidium, ordningen köttkärnsvampar, klassen Sordariomycetes, divisionen sporsäcksvampar och riket svampar.  Arten är reproducerande i Sverige. Inga underarter finns listade i Catalogue of Life.